# 장보영
장보영(1976년 7월 10일 ~ )은 1997년 댄스 팝 음악 그룹 어스의 보컬리스트로 활동한 바 있는 대한민국의 여성 가수, 작사가, 작곡가이다.
1997년 어스에 영입되어 《자유》라는 곡으로 히트하였으나 그 해에 그룹 해체 후 1998년 여성 듀오 U2의 보컬이자 리더로 활동했다. 작사가와 작곡가로 활동하였다.